# Le Ruban rose
Le Ruban rose est une mélodie d'Augusta Holmès composée en 1899.

## Composition
Augusta Holmès compose Le Ruban rose en 1899, sur un poème qu'elle écrit elle-même. L'œuvre existe en deux versions : l'une pour ténor ou soprano en sol mineur, l'autre pour baryton ou mezzo-soprano en mi mineur. L'œuvre est publiée aux éditions Grus.

## Réception
En 1905, après la mort de la compositrice, Germaine Ardisson de Perdiguier chante Le Ruban rose.